# Nettie Grooss
Jeannette Hendrika (Nettie) Grooss (Den Haag, 2 augustus 1905 - Den Haag, 11 april 1977) was een Nederlandse sprintster. Groos vertegenwoordigde Nederland op de Olympische Spelen van Amsterdam in 1928 op de 100 m en de 4 x 100 m estafette.

## Loopbaan
Tijdens deze Olympische Spelen in eigen huis werd Nettie Grooss op de 100 m als derde in haar serie uitgeschakeld. Op de 4 x 100 m behaalde zij met haar teamgenotes Lies Aengenendt, Rie Briejer en Bets ter Horst in hun serie echter een tweede plaats, waarmee het viertal doordrong tot de finale. In deze finale werd het Nederlandse team vijfde in 49,8 s. De Canadese ploeg behaalde de gouden medaille in een wereldrecordtijd van 48,4.
Nettie Grooss veroverde gedurende haar atletiekloopbaan twee nationale gouden plakken op de 200 m. Met haar titel in 1926 werd zij de eerste officiële Nederlandse kampioene op dit nummer ooit. Zij was bovendien de allereerste Nederlandse recordhoudster op de 100 (met 13,1) en 200 m (met 30,4). Op dit laatste nummer verbeterde zij zich in 1926 tot 26,6, welk record tot 1930 overeind bleef. Het was uiteindelijk Tollien Schuurman, die haar naam in 1930 op dit nummer uit de recordboeken schrapte.

## Nederlandse kampioenschappen
| Onderdeel | Jaar       |
| --------- | ---------- |
| 200 m     | 1926, 1928 |

## Persoonlijk record
| Onderdeel | Prestatie | Datum            | Plaats   |
| --------- | --------- | ---------------- | -------- |
| 200 m     | 26,6 s    | 29 augustus 1926 | Rijswijk |